# Borova polonica
Borova polonica (znanstveno ime Exochomus quadripustulatus) je vrsta polonic, ki je razširjena po večini Evrope in Bližnjega vzhoda.

## Opis in biologija
Odrasli hrošči merijo v dolžino med 4 in 6 mm. Pokrovke so običajno črne barve s po dvema rdečima znamenjema v obliki vejice ter dvema manjšima rdečima ovalnima pegama. Barva posamičnih osebkov sicer lahko variira, včasih pa se spreminja celo s starostjo živali. Tako obstajajo tudi osebki z oranžnimi ali rumenimi pegami na pokrovkah, pa tudi osebki, ki so celi rdečkasto rjave barve. Tako imagi kot ličinke plenijo listne uši in kaparje, najpogosteje vrsto ameriški kapar. Prezimijo odrasli hrošči, v naravi pa se pojavljajo od aprila do oktobra.